# 野田市立木間ケ瀬小学校
野田市立木間ケ瀬小学校（のだしりつきまがせしょうがっこう）は、千葉県野田市の関宿南部地区にある公立小学校。

## 概要

### 沿革
- 1873年2月 - 木間ヶ瀬村字松の木に「松榯小学校」として開校（児童数20名）
- 1874年9月 - 「木間ヶ瀬小学校」と改称。
- 1884年2月 -

「岡田小学校」と「木間ケ瀬小学校」が統合し「木間ケ瀬小学校」となる。
- 1887年4月 - 高等科を設置し、「木間ケ瀬尋常小学校」と改称。
- 1947年4月 -

「木間ヶ瀬村立木間ケ瀬小学校」と改称。
- 1955年7月 - 町村合併により、「関宿町立木間ケ瀬小学校」と改称。
- 1956年7月 - 旧校舎をとりこわし、管理棟校舎新築竣工。
- 1960年3月 - 旧校舎をとりこわし、講堂を新築竣工。
- 1962年6月 - プール新設。
- 1968年11月 - 校歌制定。
- 1969年2月 - 創立95年祝賀式挙行。
- 1973年11月 - 創立100年祝賀式挙行。
- 1978年2月 - 旧校舎をとりこわし、3階建鉄筋校舎新築竣工。（西校舎）
- 1981年3月 - ４階建鉄筋校舎竣工。（東校舎）
- 1983年4月 - 児童数1376名　34学級。（現在までの最多児童数・学級数）
- 1984年4月 - 「関宿町立中央小学校」（現在の「野田市立関宿中央小学校」）新設分離。
- 1993年3月 - 講堂をとりこわし、屋内運動場（体育館）新築竣工。
- 1996年9月 - プレハブ校舎を取り壊し、家庭科室新築竣工。
- 2003年6月 - 野田市との合併により「野田市立木間ケ瀬小学校」と改称。
- 2013年5月 - 創立140周年記念航空写真撮影。
- 2015年3月 - 東校舎の耐震化工事完了。
- 2017年 - 普通教室・特別教室空調設備設置完了。

## 学校教育目標
正しく判断し実行できる子の育成
1. 確かな学力を持った子
2. 思いやりの心を持ち何事にも努力する子
3. 健康で明るくたくましい子

## 生徒数・学級数・校長
- 生徒数 - 172名（2020年4月9日現在）
  - 1年 29名
  - 2年 24名
  - 3年 32名
  - 4年 30名
  - 5年 20名
  - 6年 28名
  - 特別支援学級「ゆりの木」（学年混成） 9名
- 学級数 - 8クラス
  - 普通学級 全学年1クラス
  - 特別支援学級（学年混成） 2クラス
- 校長 - 芝崎好伸

## アクセス
- まめバス④新北ルート「木間ケ瀬小前」下車。「川間駅南口」から約30分。